# Арнобий Младший
Арнобий младший (Arnobius Minor) — раннехристианский апологет, христианский экзегет и полемист, африканский монах, живший в V в., названный так, чтобы отличать его от одноименного апологета Арнобия Старшего.

## Биография
Сведения о нём, вероятно, родившемся в Африке, содержатся исключительно в его сочинениях, в первую очередь, в единственном бесспорно принадлежащем ему произведении «Диспут кафолика Арнобия с египтянином Серапионом» (после 454 г.) «Диспут» представляет собой изложение богословского спора православного Арнобия и сторонника ереси монофизитства египтянина Серапиона в присутствии судей Константина и Аммония с приложением подборки цитат из творений отцов церкви. Из данного произведения можно сделать вывод, что около 420 г. Арнобий бежал от вандалов в Рим, где решительно выступил против учения Аврелия Августина о благодати. Автор ставил перед собой задачу согласовать христологические доктрины Римской и Александрийской богословских школ. Арнобию Младшему также приписывается ряд других произведений, полемически направленных против учения Августина Блаженного о предопределении, которое со временем стало одним из основных элементов сотериологического учения Ж. Кальвина.
Некоторыми учеными авторство сочинений против учения о предопределении приписывалось Арнобию Младшему, однако в настоящее время большинством исследователей приписывается Юлиану Экланскому.
«Книга к Григории» Арнобия Младшего адресована знатной матроне, которая жила в императорском дворце и была несчастна из-за постоянных разногласий со своим мужем. В его «Кратких толкованиях на Евангелия» представлены сжатые комментарии на некоторые места из Евангелий от Иоанна, Матфея и Луки, а «Комментарии» являются важным источником по истории римского обряда и становления идеи примата Римского епископа.
Не исключено, что Арнобий Младший был автором некоторых агиографических сочинений, в частности «Жития св. Сильвестра». Его комментарий на «Псалмы» написан около 460 г. согласно с учением полупелагиан. Эти труды изданы впервые Франциском Феварденцием (Кёльн, 1595 г.), затем в Patrologia (5-й том).